# Veronica Ricci
Pour les articles homonymes, voir Ricci.
Veronica Ricci est une actrice américaine née le 17 avril 1988 à Sacramento en Californie.

## Biographie
Veronica Ricci joue principalement dans des films d'horreur et des films érotiques lesbiens. En avril 2009, elle a été élue Penthouse Pets du mois.

## Filmographie
- 2008 : Welcome to Bondage
- 2008 : Home Office Hostages
- 2008 : Gagged and Trussed Costume Captives : l'espionne / la sorcière
- 2008 : Bright Business Girls Learn Hard Bondage Lessons : l'espionne
- 2008 : All Alone 4
- 2008 : Descent Into Bondage
- 2008 : Dangerous Diva Double Trouble
- 2008 : Veronica's Private Tickle Hell
- 2008 : Tape Bound Volume 1
- 2008 : Costumed Damsels in Distress : une fille du Harem
- 2008 : Pretty Girls Wrapped Like Presents
- 2009 : Sideline Sluts: Cheerleader Confessions
- 2009 : Confessions of a Cam Girl
- 2009 : Hot and Helpless Bondage Heroines
- 2009 : Tough Guys Tickle Tender Girls
- 2010 : We Live Together.com 16
- 2010 : Pink Pleasures
- 2010 : Foot Fantasy Freaks : l'hôtesse
- 2010 : Hot and Mean (série télévisée)
- 2010 : Girls Who Want Girls
- 2010 : Hot and Mean
- 2010 : Molly's Life, Vol. 6
- 2011 : She Went Along with Him (court métrage)
- 2011 : My Mom's Best Friend
- 2011 : Acid (court métrage)
- 2011 : Cannibal Blood Girl (court métrage) : Krystal
- 2011 : Another Superhero Movie : Cuntara
- 2011 : Espionage School : l'agent secret
- 2011 : Tickle Torture for Exposed Soles : Veronica
- 2011 : Tape Bound, Volume 13 : Statuesque Captive
- 2011 : Bloody Mary 3D : Bloody Mary
- 2011 : Aiden Ashley's Bondage Fantasy : Veronica
- 2011 : Why Do Girls Get So Wrapped Up? : Veronica
- 2011 : Forced to Strip : Veronica
- 2012 : CosWorld Undercover : la détective
- 2012 : My First Lesbian Experience
- 2012 : Bondage: Code Red : Nemesis la violette
- 2012 : Theatre of the Deranged : Krystal
- 2012 : All Girls All the Time 2
- 2012 : Single White Female
- 2013 : One Story : la stripteaseuse #1
- 2013 : Red Hot Lesbians
- 2013 : Treasure Chest of Horrors II : Mona Screamalot
- 2013 : Snake Club: Revenge of the Snake Woman : Trinity, la femme serpent
- 2013 : Aaliyah Love's Female Obsession
- 2013 : 13/13/13 : la speakerine
- 2013 : Lizzie Borden's Revenge : Leslie Borden
- 2014 : Nazi Dawn : Agness
- 2015 : Frontiers: A Secret War (court métrage) : Amanda Montgomery
- 2015 : Girls Love Girls 3
- 2016 : Vampire Club 3D : Vicky
- 2016 : Interstellar Wars : Amy Drexler
- 2016 : 2 Jennifer : Jennifer Martin